# Handis Julu
Handis Julu is een bestuurslaag in het regentschap Padang Lawas van de provincie Noord-Sumatra, Indonesië. Handis Julu telt 275 inwoners (volkstelling 2010).